# Phir Milenge
Phir Milenge (Hindi फिर मिलेंगे, wörtl.: Bis dann/Wir sehen uns) ist ein Bollywood-Film, der in Indien 2004 erschienen ist. Der Titel bedeutet auf Deutsch so viel wie Wir sehen uns wieder.

## Handlung
Tamanna Sahni ist eine charmante junge Frau, die in einer Werbeagentur arbeitet. Der Erfolg des Unternehmens ist zum größten Teil ihr Verdienst, was auch ihr Boss TJ Subramanian gerne zugibt. Für das Privatleben bleibt ihr aber kaum noch Zeit. Als ihr ehemaliger Kunstschullehrer einen Geburtstag hat, fährt sie für zwei Tage zu ihm, aber nur um ihren College-Freund Rohit Manchanda, der aus den USA gekommen ist, zu treffen. In der romantischen Atmosphäre der Kunstschule flammt ihre Leidenschaft auf und sie verbringen zusammen die Nacht. Leider kann Tamanna keine Verbindung mehr zu Rohit aufnehmen.
Nach sieben Monaten hat Tamannas Schwester Tania einen Unfall und Tamanna spendet Blut. Die Ärztin teilt ihr das schockierende Testergebnis mit – sie ist HIV-positiv. Subramanian kündigt sie umgehend, und Tamanna beginnt für die Gerechtigkeit zu kämpfen. Der junge Anwalt Tarun Anand hilft ihr dabei. Während das Gerichtsverfahren läuft, kehrt Rohit wieder nach Indien zurück und stirbt kurz danach an AIDS. Tamanna verbringt mit ihm die letzten Minuten seines Lebens und es wird ihr klar, dass ihr Leben genauso enden kann. Doch sie gibt nicht auf und wird dank Unterstützung durch ihre Freunde wieder zu einer erfolgreichen Frau.